# Veientó
Veientó o Veientoni (Veiento o Veientonius) va ser un governador romà del segle i aC.
Va ser nomenat governador de Síria per Marc Calpurni Bíbul l'any 50 aC quan va deixar la província i encara que s'ha suposat que Veientó era el seu qüestor, se sap que aquest càrrec el tenia Sal·lusti, per la qual cosa sembla més probable que fos el seu legat. El seu nom no es menciona ni tampoc el gentilici que segurament seria Fabrici, ja que la gens Fabrícia portava el cognomen de Veiento. Va governar durant uns mesos i l'any 49 aC va ser substituït per Quint Cecili Metel Pius Escipió.